# Der Tiger des Zirkus Farini
Der Tiger des Zirkus Farini ist ein deutsches Stummfilm-Kriminaldrama aus dem Jahre 1923 von Uwe Jens Krafft mit Helena Makowska und Arnold Korff in den Hauptrollen. 

## Handlung
Die Geschichte spielt in London. Geraldine ist die Gattin des angesehenen Polizeichefs von London. Doch sie hat eine dunkle Vergangenheit, ihren verkommenen ersten Ehemann, den Vater ihres blinden Kindes. Als der Ex Geraldine zu erpressen versucht, kommt es zu einem nächtlichen Handgemenge infolgedessen der Schurke stirbt. Geraldine versucht, in Panik zu fliehen, begegnet aber im Treppenhaus einem heimkommenden „Nachtschwärmer“, einem gewissen Percy Benson, den sie in das Zimmer lockt, in dem der Tote liegt. Dann verschließt sie von außen die Tür. Benson gerät daraufhin wenig später in den Verdacht, den Toten ermordet zu haben und wird daraufhin eines Verbrechens angeklagt. Mangels Beweisen wird Benson freigesprochen. Etwas später begegnet dieser im Haus von Londons Polizeipräfekten ebenjener Dame, der er sein ganzes Unglück verdankt. Geraldine türmt, doch als der Chefpolizist den Gast fragt, ob Percy seine Frau kennen würde, verneint dieser es nonchalant. Doch die Polizei unter der Führung von Geraldines Gatten ist ihr bereits auf der Spur, denn am Tatort hat man ein Teilstück ihres beim Kampf abgefallenen Ohrrings entdeckt.
Es beginnt eine aberwitzige Odyssee in Kombination einer polizeilichen Verfolgungsjagd, die Geraldine in einen Zug, auf ein Schiff (das der Kapitän aus Gründen des Versicherungsbetruges zum Kentern bringt) und schließlich in den titelgebenden Zirkus Farini führt. Dort, in der Hafenstadt Dover,  erhält sie eine Anstellung als Kassiererin. Als der Zirkus nach London weiterzieht, ist Geraldine schließlich zur Attraktion geworden und hat als Kunstreiterin „La belle Helene“ ihre eigene Pferdenummer. Geraldines Kind ist mit ihrem Familienhund der Fährte der geliebten Mutter gefolgt und so bis zum Zirkus gestoßen. Ohne zu sehen, was sie da tut, öffnet das Kind versehentlich den Tigerkäfig. Die große Raubkatze entkommt und sorgt für Angst und Schrecken unter den Anwesenden. Geraldines unendliche Liebe zu ihrem Kind bricht Bahn, und sie rettet das blind umherirrende Mädchen. Mit Percy, der Geraldine bis hierhin nachgespürt hat, kommt es in ihrer Garderobe zu einer Aussprache. Sie versichert ihm, dass sie ihn damals in Panik eingesperrt habe und nicht wollte, dass er des Mordes verdächtigt werde. Es stellt sich heraus, dass Geraldines Ex-Mann nicht ermordet, sondern Opfer eines tragischen Unfalls wurde.

## Produktionsnotizen
Der Tiger des Zirkus Farini, auch unter dem Titel Die letzte Sensation des Zirkus Farini bekannt, entstand wohl im späten Frühjahr und zum Sommerbeginn 1923, passierte die Filmzensur am 18. August desselben Jahres und wurde wenig später uraufgeführt. Der mit Jugendverbot belegte Sechsakter besaß eine Länge von 2339 Meter. 

## Kritik
Die Filmwelt nannte den Film ein „äußerst spannendes Kriminaldrama“. Zu den schauspielerischen und inszenatorischen Leistungen ist zu lesen: „Helene Makovska [sic!] ist unübertrefflich in der Verkörperung der unglücklichen Frau, die sie fein und wirkungsvoll zu gestalten weiß. (…) Arnold Korfu … hat sich glänzend in die dramatische Rolle des Gatten … hineingefunden. Sein markantes Spiel zeigt neben fein pointierten Momenten  … äußerst starke Szenen, in denen seine verinnerlichte Gestaltungsgabe brilliert. (…) Vorzügliche Regie und eine technisch vollkommene Photographie machen dieses Werk zu einem ausgezeichneten Publikumsfilm.“